# Metaplasmo
Il metaplasmo (dal verbo greco μεταπλάσσω, "trasformare") è un cambiamento nell'aspetto sonoro o grafico di una parola. 

## Retorica
In retorica può designare l'aggiunta (prostesi, epentesi, epitesi), la soppressione (aferesi, sincope, apocope) o la permutazione (metatesi) di elementi grafici o sonori. Viene talvolta usato come figura retorica per produrre o intensificare particolari effetti (quali l'allitterazione, la paronomasia, la rima, l'assonanza, eccetera).

## Linguistica
In linguistica designa il mutamento di categoria morfologica di una parola nel passaggio da una lingua a un'altra. Per esempio, il mutamento dal verbo latino capĕre ("prendere", III coniugazione, tema in e breve) al verbo italiano capire (IV coniugazione, tema in i lunga).